# Надія

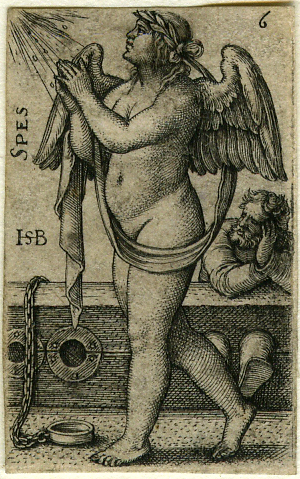
Надія, гравюра, Себальд Бегам, Німеччина, 1540 р.

Наді́я, або сподіва́ння — емоційне переживання, відчуття, емоція, що виникає при очікуванні суб'єктом бажаної події, передчуття такої події. Інше означення сподіва́ння — віра, в позитивне, з точки зору суб'єкта, розв'язання ситуації, що склалась у його житті. В українській мові слова надія та сподівання здебільшого використовуються як синоніми. Надія інколи означає цілковите покладання на свою віру, тоді як сподівання має відтінок більшої впевненості. Однак, таке розділення не є певним. Великі сподівання можуть бути великими ілюзіями. Антонімом до слова надія є безнадія.
Стан сподівання формується внаслідок пізнання суб'єктом причин, що зумовлюють очікувані події.

## Надія— християнська чеснота
Надія на безсмертя і воскресіння, що йде з глибини віків, знайшла собі тверду основу в таїні Христа. Християни перебувають у впевненості, що «коли Дух того, хто воскресив Ісуса з мертвих, мешкає у нас, то той, хто воскресив Христа з мертвих, оживить і наші смертні тіла Духом своїм, що живе у нас».
Надія як християнська чеснота відкриває перед людьми ті вічні блага, які Бог обіцяв людині в особі Ісуса Христа. Надія як людська чеснота є очікуванням того, що людина може здобути завдяки своїм здібностям, що дарує їй Боже провидіння.
Надія є чеснотою, в котрій чітко виражається відношення людини до Бога. Це саме вона вчить людину ставитись до Бога як до найдорожчої і найбільш люблячої особи і десь кожен у глибині душі прагне довіритись такій Істоті, у всьому надіятись і вірити Їй. Бог Отець в Ісусі дарує людям обітницю спасіння і ця надія вчить у майбутньому очікувати повноту вічного щастя у Божому Царстві.
Надія є одним із дуже важливих знарядь. Це чеснота, що допомагає позитивно мислити, діяти, перемагати. Християнська надія — це надприродна, Богом влита чеснота, через яку людина з твердим упованням очікує на те, що їй Бог приобіцяв задля заслуг Ісуса Христа, тому що Бог є всемогутній, найдобріший і найвірніший.

### Надія— чеснота, що випливає з віри
Надія є глибоко закорінена у вірі і за своєю істотою з неї випливає. Оскільки Бог завжди дбає за щастя людини, то Він прагне дати все те, що зробить її щасливою. Ще у Старому Заповіті Бог об'являє себе Авраамові і дає обіцянку спасіння (пор. Бут 13,14-18). Вже пізніше вибраний ізраїльський народ плекає цю ідею протягом віків, очікує на її сповнення у майбутньому. Пророки увесь час переконують ізраїльтян, що обіцянка стосується не лише їх, а й усього людства, і також не належить до матеріального чи політичного добробуту, але вічного спасіння і нового життя. І ось в Ісусі Христі відбулось цілковите сповнення цього очікування.

## Надія в китайських та давньоіндійських пам'ятках
Віра та Надія в китайських пам'ятках — це етична та психологічна основа існування держави, порядку в ній, вони знаходять прояв у взаєминах управителів і підлеглих, старших і молодших, підсилюючись та зміцнюючись любов'ю. Сама суть державності в Китаї — обов'язок людини самовіданно будувати сильнішу державу здобуваючи сильнішу «свою Віру і Надію» з любов'ю, а не сподіватися і очікувати від держави кращого.
В давньоіндійських передфілософських та філософських творах Віра, Надія та Любов мають, поза окремими виключеннями, релігійно-міфологічне забарвлення і посідають одне з провідних місць.

## Символи надії
- Підсніжник
- У християнстві — якір